# План Реви
План Реви (англ. Revie Plan), чаще известен как «Бразильская система» — тактическая схема игрового построения в футболе, названная в честь Дона Реви, известного игрока «Манчестер Сити». Подобную систему применял его клуб в 1950-е годы, и Реви играл большую роль в выполнении плана этой системы.

## Суть системы
Схема построения проста — 4-2-4. Четыре игрока в обороне могли прерывать как обычные атаки, так и контратаки, обеспечивая отбор мяча. Два полузащитника могли играть роль как «созидателей», так и «разрушителей», концентрируясь также и на атаке. Четыре форварда могли воспользоваться тем, что один из игроков оттягивал на себя центрального защитника, и могли врываться в штрафную площадь и наносить удары по воротам. Когда команда оборонялась, глубоко до середины поля возвращались все 4 нападающих, избегая офсайда и открывая пространство для манёвров.

## История

### Венгерский образец
Подобную схему применяла сборная Венгрии образца 1950-х годов — «Золотая команда». Впервые эта система была продемонстрирована 25 ноября 1953 года в Лондоне во время товарищеской игры Англии и Венгрии, позднее названной в британской прессе «Матчем века». Номинальный центрфорвард гостей Нандор Хидегкути оттягивался назад, вынуждая своего противника Гарри Джонстона идти за ним до середины поля. Английский защитник, поддаваясь на эту уловку, бросал позицию центрального защитника, открывая доступ четырём венгерским форвардам. Венгрия разгромила британцев 6:3 и стала первой континентальной сборной, выигравшей у Англии в гостях. Окончательно мир принял новинку после чемпионата мира 1958 года, на котором такую расстановку использовала Бразилия, которая стала чемпионом.

### План Реви
Когда по итогам сезона резервисты «Манчестер Сити» безоговорочно заняли первое место в своем турнире, главному тренеру «горожан» Лесу МакДауэллу стало ясно, что настало время для перемен в основном составе и тактике. Случайным образом схема игры венгров прижилась в команде.
Однажды на тренировке второй команды «Манчестер Сити» игрок Джон Уилльямсон решил занять позицию оттянутого форварда и создать связку с крайним полузащитником Бейтсом. МакДауэлл оценил задумку Уилльямсона и взял эту тактику на вооружение. Уже за две недели игроки научились играть по такому принципу.
Основным игроком, на плечи которого легла забота об отвлечении противника, стал тот самый Дон Реви, который создавал «треугольник» полузащиты с разными фланговыми полузащитниками. Его лучшим напарником стал Кен Барнс, связка с которым превосходно работала. Для развития атаки в команду затем был приглашён вратарь Берт Траутманн, который умел вводить мяч в игру путём мощного вбрасывания рукой. Чаще всего он переправлял мяч именно на Реви, который и начинал свои манёвры.
Такая система игры помогла «горожанам» достойно выступить в чемпионате и дойти до финала Кубка 1954/55, но там команда из Манчестера была разбита «Ньюкаслом» со счётом 3:1 — «сороки» противопоставила системе Реви плотную оборону, с которой удалось справиться лишь однажды. Тем не менее, через год «горожане» повторили свой путь и ровно с тем же счётом выиграли в финале Кубка Англии у «Бирмингема». 
Несмотря на то, что вратарь Траутманна травмировал шею, «Манчестер Сити» довёл игру до конца и выиграл Кубок. Это стало лучшим достижением Дона Реви в качестве игрока. Позднее он будет прививать эту «венгерскую» (или «бразильскую») систему «Лидсу».

## В культуре
- Схема упомянута в «Песне о правом инсайде» Владимира Высоцкого.[1]